# Andrée Aeschlimann-Rochat
Andrée Aeschlimann-Rochat (als Andrée Rochat geboren am 12. Januar 1900 in Genf; gestorben am 8. Januar 1990 in Zürich) war eine Schweizer Komponistin und Pianistin.

## Leben
Andrée Rochat war Tochter von Julie Hélène (geb. Lavater) und deren Ehemann Ernest Auguste Rochat, ein Pfarrer. Bereits als Fünfeinhalbjährige erhielt sie Unterricht in Rhythmik und Tonlehre Gesang bei Émile Jaques-Dalcroze, später war sie Klavierschülerin von Cheridjian-Charey. 1919 beendete sie ihre musikalischen Studien am Genfer Konservatorium mit einem Diplom in Klavier.
Ab 1920 studierte sie Klavier bei J. Philipp in Paris. Dort besuchte sie am Pariser Konservatorium auch die Klasse für Kontrapunkt und Fuge beim sogenannten „Fugenpapst“ André Gédalge.
Nach ihrer Heirat mit dem Verleger Erhard Aeschlimann wohnte sie ab 1922 in Mailand, wo sie am dortigen Konservatorium Kompositionsunterricht bei Giacomo Orefice und Renzo Rinaldo Bossi erhielt. In dieser Zeit wurden erste Werke von ihr verlegt und aufgeführt. Sie konzentrierte sich auf kammermusikalische Werke, da ihr der Zugang zu einem Orchester fehlte. Weiteren Kompositionsunterricht erhielt sie bei Wladimir Vogel in Ascona und bei Ernst Wolff in Zürich.
Von 1922 bis 1964 lebte und arbeitete sie in Mailand, ab 1965 dann in Zürich.
Andrée Aeschlimann-Rochat schuf „atonale Musik für kleine Besetzungen in konzentrierter, bisweilen karger, motivisch konsequent durchgeführter Tonsprache“. Die meisten ihrer Kompositionen vernichtete sie später, „um niemanden damit zu belasten“.
Neben ihren Kompositionen verfasste sie Konzertkritiken. 1941 veröffentlichte sie diese unter dem Pseudonym Jean Durand unter dem Titel Journal d'un amateur de musique.
Sie war Mitglied des 1900 gegründeten und bis 2017 bestehenden Schweizerischen Tonkünstlervereins. Für ihre Komposition Musica per archi, ein 16-minütiges Werk für Streichorchester aus dem Jahr 1957, erhielt sie 1961 den Preis der GEDOK.
Andrée Aeschlimann-Rochat war mit dem Verleger Erhard Aeschlimann verheiratet.

## Werke (Auswahl)
- 1928: Streichquartett in F-Moll. aufgeführt an der Saffa in Bern.
- 1928: Jeux et travaux de nos Aieules. Chor, Soli, Klavier, Text von Marianne Gagnebin, aufgeführt an der Saffa Bern
- 1932: Sonate für Klavier und Violine. Aufführungen Paris, Basel, Zürich, Mailand, Genf.
- 1934: Sette Sonetti dalla Fita Nova di Dante für Singstimme und Klavier. Aufführungen Basel, Mailand, Eadio Genf.
- 1936: Tre Canzoni per clarinetto in La. Aufführungen Berlin, Mailand.
- 1938: Sonata per pianoforte e violino
- 1957: Musica per archi für Streichorchester
- Liederzyklen

## Preise
- 1918: Preis der Schweizerischen Musikgesellschaft
- 1961: III. Internationaler Wettbewerb für Komponistinnen Mannheim, GEDOK